# Diaspora S.A.
Diaspora S.A. war ein mexikanischer Hersteller von Automobilen.

## Unternehmensgeschichte
Das Unternehmen aus Zapopan begann 1995 mit der Produktion von Automobilen und Kit Cars. Der Markenname lautete Diaspora. 2005 endete die Produktion.

## Fahrzeuge
Das einzige Modell war die Nachbildung eines Porsche 911. Ein Fahrgestell vom VW Käfer bildete die Basis. Darauf wurde eine geschlossene zweitürige Karosserie montiert.